# Lijst van afleveringen van Silent Witness
Dit is een lijst van afleveringen van de Engelse televisieserie Silent Witness. Een overzicht en de plot van alle op de Vlaamse en/of Nederlandse televisie uitgezonden afleveringen tot nu toe is hieronder te vinden:

## Seizoen 1: 1996
| Nr. | Titel aflevering        | Uitzenddatum UK  |
| --- | ----------------------- | ---------------- |
| 1   | Buried Lies             | 21 februari 1996 |
| 2   | Long Days, Short Nights | 28 februari 1996 |
| 3   | Darkness Visible        | 13 maart 1996    |
| 4   | Sins of the Father      | 27 maart 1996    |

Korte samenvatting van de serie:
1/1. Buried Lies:
Forensisch patholoog Samantha (Sam) Ryan keert terug vanuit Cambridge naar Londen om een baan als consultant bij The Park Teaching Hospital aan te nemen. Haar eerste zaak is een routine post mortem op Sarah, een zesjarig meisje dat van een schommel in de rivier is gevallen en is verdronken. Tijdens het onderzoek stuit Sam echter op botverkalkingen die wijzen op lichamelijke mishandeling in het verleden. Als Sarahs moeder Ronnie en haar vriend Gary een oproep doen op tv voor getuigen, ziet Gary’s ex Marion dit. Zij zit een levenslange gevangenisstraf uit voor moord op haar zes maanden oude baby en neemt contact op met Sam om haar de waarheid te vertellen.
1/2. Long Days, Short Nights:
Dr. Sam Ryan wordt ingezet in de moord op Mark James. De verre staat van ontbinding waarin zijn lichaam verkeert, weet de sporen van rituele moord niet uit te wissen. Professor Clarke, een expert op het gebied van rituelen wijst op het ontbreken van een krans van klimop rond de pols van het slachtoffer. Hij verwijst Sam naar een oud-student van hem, de rijke, verwende Sebastianne Bird. Deze is bij hoofdinspecteur Farmer bekend om zijn roekeloze feesten en drugs. Hij was bovendien een goede bekende van het slachtoffer.
1/3. Darkness Visible:
Als Sam midden in de nacht wordt opgeroepen voor een moord in een politiecel lijkt de zaak meteen opgelost. Slachtoffer Michael Pearce was immers opgepakt voor geweld tijdens een ruzie bij een homo-club. Hij deelde zijn cel met Allen Symonds, een man van middelbare leeftijd die dronken was na een rampzalige poging een vrouwelijke collega te versieren. Pearce bleek op slag dood te zijn geweest na een slag op het hoofd, maar is daarna nog in elkaar getrapt. De sporen komen overeen met de schoenen van Symonds, maar Sam ontvangt een briefje op politiepapier dat hij niet de juiste man is.
1/4. Sins of the Fathers:
Sam wordt door inspecteur Adams ingeroepen om een verbrand lichaam te identificeren. Het slachtoffer is gevallen bij een brand in een Vietnamees restaurant. Het restaurant is eigendom van Binh de vader van Tran, een van Sams studenten. Sam had haar recentelijk geadviseerd over haar gearrangeerde huwelijk met Binhs zakenpartner, Nguyen, het slachtoffer. Sam realiseert zich dat haar advies mogelijk tot deze tragedie heeft geleid.

## Seizoen 2: 1997
| Nr. | Titel aflevering        | Uitzenddatum UK  |
| --- | ----------------------- | ---------------- |
| 1   | Blood, Sweat and Tears  | 14 februari 1997 |
| 2   | Cease upon the Midnight | 28 februari 1997 |
| 3   | Only the Lonely         | 21 maart 1997    |
| 4   | Friends Like These      | 4 april 1997     |

Korte samenvatting van de serie:
2/1. Blood, Sweat and Tears:
De jonge, erg succesvolle Aziatische bokser Kevin Sharma rijdt met zijn auto een bouwplaats op. Enkele minuten later komt hij helemaal bont en blauw weer tevoorschijn. De man die hij heeft neergeslagen, Tony Kennedy, blijft achter. Zes weken later organiseren de gepensioneerde hoofdinspecteur Jack Reeve en de bokspromotor een bokswedstrijd waarbij Sharma de grote ster is. Maar het gevecht is voorbij voordat het is begonnen. Sharma sterft in de ring. Plotseling heeft Sam Ryan twee problemen. Hoe moet ze omgaan met de terugkeer van haar voormalige geliefde, de nieuwe hoofdinspecteur Peter Ross? En is Kevin Sharma inderdaad gestorven aan de gevolgen van de bokspartij?
2/2. Cease Upon The Midnight:
In het ziekenhuis beseft Mark Tate dat hij in de terminale fase van aids is beland. Later die dag zit zijn broer Craig te wachten op zijn moeder Isobel, in de hoop dat er nog een verzoening mogelijk is. In een ander deel van Cambridge geeft een andere aidspatiënt, Stuart Evans, een feest voor zijn veertigste verjaardag. De volgende ochtend is hij dood. Sam doet een lijkschouwing en komt al gauw tot de ontdekking dat iemand Evans een injectie in zijn voet heeft gegeven met een dodelijke dosis diamorfine en hem vervolgens heeft gesmoord met een kussen. De politie begint een onderzoek. De arts van Evans was dr. de Groot. Heel kort geleden is er ook een andere patiënt van haar overleden. Hoofdinspecteur Ross laat het lijk opgraven.
2/3. Only The Lonely:
De jonge Helen Matthews loopt door donkere straten alleen naar huis. Ze denkt dat ze achter zich iemand hoort en versnelt haar pas. Plotseling draait ze zich om om te zien wie haar volgt. De opluchting is groot: het is een bekende. Kort daarna wordt haar lijk gevonden. De moord doet denken aan een zaak die een jaar eerder speelde. Alle aanwijzingen lijken te leiden naar Helens man Mike. Selway en Speed ontdekken dat Helen van plan was Mike de ochtend na de moord te verlaten en met haar minnaar Alan naar Canada te vliegen. Alan werkt voor Mike en op het werk wist iedereen, misschien Mike zelf ook wel, dat Alan en Helen een affaire hadden. Maar de eigenaardige Carolyn lijkt wel héél erg uit het lood geslagen door Helens dood.
2/4. Friends like these:
Scrub Hill is een triest braakliggend terrein met een geïmproviseerd speeltuintje, midden in de stad. Hier zit Chris Palmer meestal bier te drinken en met zijn hond naar de voorbijgangers te kijken. In het speeltuintje zitten opgefokte tieners tegen elkaar op te scheppen over hun plannen om de macht in de buurt over te nemen. Twee van hen, Kelvin en Ben, zien Palmer praten met een kleinere jongen, Lyndon O'Connor. Dat bevalt het tweetal niet. Lyndon moet maar eens leren wie hier de baas is. Later die dag laat Millicent, een oudere vrouw, haar hond uit op het terrein. De volgende dag wordt haar zwaar toegetakelde lijk gevonden door Kelvin en Ben. De jongens weten niet wat er gebeurd is. Tenminste, dat zeggen ze. Maar Sam heeft zo haar twijfels.

## Seizoen 3: 1998
| Nr. | Titel aflevering     | Uitzenddatum UK  |
| --- | -------------------- | ---------------- |
| 1   | An Academic Exercise | 19 maart 1998    |
| 2   | Fallen Idol          | 2 april 1998     |
| 3   | Divided Loyalties    | 15 augustus 1998 |
| 4   | Brothers in Arms     | 23 april 1998    |

Korte samenvatting van de serie:
3/1. An Academic Exercise:
Een moord op op de universiteit van Cambridge brengt Sam in professionele en emotionele problemen. Haar goede vriendin docente Dr. Annabelle Evans is vermoord. Het forensisch bewijs op het lichaam is zeer verwarrend, het lijkt erop dat iemand Sam opzettelijk op een verkeerd been probeert te zetten.
3/2. Fallen Idol:
In een middenklassengezin komen verborgen geheimen aan het licht als de 17-jarig Gemma wordt vermoord. Ze heeft mysterieuze telefoontjes gehad zowel thuis als op haar werk. Moet de politie op zoek naar een minnaar of een stalker? Of is de dader binnen de familie te vinden? Haar moeder zette haar immers op haar 13e het huis uit en haar vader is net uit de gevangenis.
3/3. Divided Loyalties:
Sam komt door een drugsoorlog terecht in een wereld van dealers, undercover agenten en corruptie. Maggie Collins is overleden aan een overdosis, haar baby is overleden door uitdroging. Twee weken later komt een lokale drugsdealer om bij een explosie, hij heeft dezelfde drugs in zijn bloed als Maggie. Sam wordt weggewuifd als ze een verband tussen beide doden suggereert. Natuurlijk legt ze zich daar niet bij neer.
3/4. Brothers in Arms:
Als boer Phil Nelson omkomt door een val onder een oogstmachine, denkt Sam aan een ongeluk tot ze een anonieme tip krijgt. Dan wordt ook voormalig soldaat Ian Neal vermoord. Beide moorden lijken te wijzen naar een misdaad uit het verleden in de Ierse plaats Ballycoola. Iemand wil dat verleden erg graag verborgen houden.

## Seizoen 4: 1999
| Nr. | Titel aflevering  | Uitzenddatum UK |
| --- | ----------------- | --------------- |
| 1   | Gone Tomorrow     | 31 mei 1999     |
| 2   | A Kind of Justice | 8 juni 1999     |
| 3   | A Good Body       | 15 juni 1999    |

Korte samenvatting van de serie:
4/1. Gone tomorrow:
Een helikopter is verongelukt en de piloot heeft het niet overleefd. Sam Ryan moet zien te achterhalen wat de doodsoorzaak was. De co-piloot ligt sinds het ongeluk in coma. Ondanks het feit dat de omstandigheden waaronder het ongeluk heeft plaatsgevonden niet duidelijk zijn, verschijnt er een belastend artikel over de omgekomen piloot.
4/2. A Kind of Justice:
Terwijl Sam bezig is met het ontrafelen van de identiteit van een skelet wordt ze belast met een totaal andere zaak: Mike Georgio is niet op een natuurlijke wijze gestorven en Brian McNally is de verdachte. Op voorspraak van Sam komt hij vrij. Dan wordt hij dood op straat gevonden. Zijn dochter gelooft niet in zelfmoord. Samen met Sam gaat ze op onderzoek uit.
4/3. A good body:
Na de brand in een bioscoop blijkt het onmogelijk om een van de slachtoffers te identificeren. Het kan alleen het lichaam van een informant zijn die 5 jaar eerder vermoord zou zijn door ene Caldwell. Zit Caldwell dan eigenlijk wel terecht in de gevangenis?

## Seizoen 5: 2000-2001
| Nr. | Titel aflevering | Uitzenddatum UK  |
| --- | ---------------- | ---------------- |
| 1   | The World Cruise | 11 december 2000 |
| 2   | Two Below Zero   | 12 februari 2001 |
| 3   | Faith            | 16 maart 2001    |

Korte samenvatting van de serie:
5/1. World Cruise:
Sam Ryan wordt om advies omtrent de verdachte dood van twee oudere broers: Jake en Henry Davies. Een vriend van de broers, Dr. Josef Horowitz, suggereert dat de moord gepleegd is vanuit racistische motieven. Als hij geen gehoor vindt bij de politie, wijst hij Sam op een moord op een Jood een aantal jaren geleden. De zoektocht naar de dader voert terug tot aan de naziconcentratiekampen.
5/2. Two below zero:
In een Noors skidorp wordt na een lawine het lijk gevonden van een meisje. De ouders van de vermiste Ruth vragen aan Sam of zij naar Noorwegen wil afreizen om hun dochter te identificeren. Het blijkt echter het lijk van ene Louise Hutton te zijn. Zij is 15 jaar geleden vermoord en was zwanger van een tweeling. Als Sam terug is in Engeland, wordt in de Noorse sneeuw nog een lijk van een meisje gevonden.
5/3. Faith:
Lloyd Dupen is hoofd van een school en adviseur van de regering op het gebied van educatie. Als hij met enkele anderen bij zijn huis arriveert, hoort hij een schot vanuit de slaapkamer. Daar treffen ze Lloyds vrouw, Helen, dood aan. Omdat ze depressief was, gaat de politie ervan uit dat het zelfmoord was. Sam denkt echter dat de dood twee uur eerder is ingetreden en wil meteen een autopsie. Maar er wordt niet naar haar geluisterd.

## Seizoen 6: 2002
| Nr. | Titel aflevering | Uitzenddatum UK   |
| --- | ---------------- | ----------------- |
| 1   | The Fall Out     | 28 september 2002 |
| 2   | Kith and Kill    | 5 oktober 2002    |
| 3   | Tell No Tales    | 19 oktober 2002   |
| 4   | Closed Ranks     | 26 oktober 2002   |

Korte samenvatting van de serie:
6/1. The Fall Out:
Sam Ryan en haar nieuwe collega Leo Dalton worden opgeroepen voor een kettingbotsing waarbij elf doden en talrijke gewonden zijn gevallen. Tussen de autowrakken en de lichamen treffen ze een arm aan die bij geen enkele van de lichamen hoort. Detective Chief Inspector Deacon, die eveneens ter plaatse is, legt een buitensporige belangstelling aan de dag voor een van de lijken. Bovendien blijken twee betrokkenen undercover-agenten. De nieuwe leerling patholoog Harry Cunningham heeft moeite met zijn eerste autopsie op een kind.
6/2. Kith and Kill:
In een huis worden drie leden van één familie dood gevonden, twee anderen zijn gewond. Als meedogenloos zakenpartner was vader Derek Irons weinig geliefd. Hij had bovendien pas geleden ruzie gehad met zijn minnares en de relatie met zijn zoon Jamie, die de moordpartij overleefde, was gespannen. In een andere zaak heeft Harry zijn bedenkingen bij de dood van mevrouw Boardman, een oude dame die onder aan de trap werd gevonden. Leo wuift zijn twijfels weg.
6/3. Tell No Tales:
In een oud fabrieksgebouw wordt een gemummificeerd lijk gevonden. Uiteindelijk identificeert Selina Thompson het lichaam als dat van haar voormalige vriend Marcus, die sinds zeven jaar vermist is. Hij bleek bedenkelijke connecties te hebben en Selina wordt gewaarschuwd de politie niet te helpen. Op de universiteit verdwijnen ondertussen medicijnen uit het toxicologisch laboratorium.
6/4. Closed Ranks:
De moord op Jason Villers, die de politie-opleiding volgt, doet denken aan de moord op Michael Ottey, maar de slachtoffers lijken weinig met elkaar gemeen te hebben. Sam richt haar onderzoek op de politie-opleiding als blijkt dat sergeant Ron Allen details over de moord op Ottey heeft verspreid onder zijn studenten. Steph Vinson vraagt Harry een post mortem uit te voeren op haar overleden man, een oude studievriend van hem.

## Seizoen 7: 2003
| Nr. | Titel aflevering | Uitzenddatum UK |
| --- | ---------------- | --------------- |
| 1   | Answering Fire   | 11 oktober 2003 |
| 2   | Fatal Error      | 18 oktober 2003 |
| 3   | Running on Empty | 25 oktober 2003 |
| 4   | Beyond Guilt     | 1 november 2003 |

Korte samenvatting van de serie:
7/1. Answering Fire:
Een zware explosie in een chic hotel kost het leven aan vijf mensen. Er valt ook een aantal gewonden. De eerste gedachten gaan uit naar een aanslag op minister Bob Bowman, die de explosie overleefde. Peter Croft, een bevriende zakenman die verdacht wordt van wapenleveranties aan de regering, komt wel om het leven. Ook wordt het lijk van ene Ayesha Khan gevonden die een bebloed mes vast heeft en tevens een opruiend Arabisch pamflet bij zich heeft. Sam Ryan onderzoekt de precieze omstandigheden maar wordt daarbij tegengewerkt door Mar Cooper, een vroegere studiegenoot die door de Regering op de zaak gezet wordt.
7/2. Fatal Error:
Sam steunt in een rechtszaak de verdediging, terwijl Leo in dezelfde zaak de aanklager bijstaat. In een geparkeerde leswagen wordt intussen een doodgestoken rijinstructeur gevonden. Als er nog een aantal lijken opduikt, blijkt de moordenaar geïnspireerd door het handboek Forensische Pathologie.
7/3. Running on Empty:
Op de binnenplaats van een wolkenkrabber wordt het lichaam gevonden van de 29-jarige Alice Downing. Zes maanden daarvoor scheidde zij van haar man en was sindsdien duidelijk gelukkiger, dit in tegenstelling tot haar verbitterde ex. Volgens haar assistente Tina had Alice geen relatie, ze blijkt echter zwanger.
7/4. Beyond Guilt:
Neville Anderson staat terecht voor de moord op Craig Proctor. De verdediging denkt dat patholoog Peter Sachs het tijdstip van overlijden fout heeft en Sams team wordt ingezet voor contra-expertise. Detective Inspector Lloyd twijfelt niet aan Andersons schuld, undercoveragent Eddie Doyle was immers getuige. Doyle is echter spoorloos.

## Seizoen 8: 2004
| Nr. | Titel aflevering | Uitzenddatum UK   |
| --- | ---------------- | ----------------- |
| 1   | A Time to Heal   | 5 september 2004  |
| 2   | Death by Water   | 12 september 2004 |
| 3   | Nowhere Fast     | 19 september 2004 |
| 4   | Body 21          | 25 september 2004 |

Korte samenvatting van de serie:
8/1. A Time To Heal:
Als Sam Ryan na een vakantie op weg naar huis is, wordt het team opgeroepen om twee gevonden lijken te onderzoeken. De mannen blijken twintig jaar geleden vermoord te zijn door paramilitairen. Bovendien blijken de geheimen van de mannen verder te leven in de nieuwe Regering in Belfast. Sam heeft problemen om zich te verzoenen met haar zoon die van haar vervreemd is. Uiteindelijk geeft Sam haar ontslag en verdwijnt daarmee uit de serie.
8/2. Death by Water:
Nu Sam vertrokken is, moet Leo het beslissen of hij haar baan overneemt. Ondertussen komt hij in botsing met Harry over een uitbraak van een ziekte onder schoolkinderen aan de zuidkust. Samen onderzoeken ze ook een duidelijke zaak van Munchausen by Proxi.
8/3. Nowhere Fast:
Wanneer leden van een syndicaat, die een renpaard bezitten, vermoord zijn in een helikopter, onderzoeken Leo en Harry een complexe zaak die te maken heeft met gokzwendel. Ondertussen is er een nieuwe, onconventionele medewerker aan de slag in het mortuarium. Leo houdt zich bezig met een zwarte markt voor organen.
8/4. Body 21:
Het team wordt benaderd door een steungroep voor overlevenden van een recente treinbotsing. Waardoor is de tragedie veroorzaakt en wat is eigenlijk de identiteit van de ongeïdentificeerde Body 21? Als die bekend is, komen Harry, Nikki en Leo dichter bij de oorzaak van het treinongeluk. Dit heeft tragische gevolgen voor een van de helden van de ramp.

## Seizoen 9: 2005
| Nr. | Titel aflevering     | Uitzenddatum UK  |
| --- | -------------------- | ---------------- |
| 1   | Ghosts               | 25 juli 2005     |
| 2   | Choices              | 1 augustus 2005  |
| 3   | The Meaning of Death | 8 augustus 2005  |
| 4   | Mind and Body        | 15 augustus 2005 |

Korte samenvatting van de serie:
9/1. Ghosts:
Leo krijgt het verschrikkelijkste te horen: zijn vrouw en dochter zijn bij een auto-ongeluk omgekomen. Hij reist af naar Sheffield en hij stelt daar vragen die de lokale politie niet erg op prijs stelt. Harry gaat naar Sheffield om hem bij te staan. Na een meningsverschil met Leo gaat hij weer terug. Intussen worden in Londen de lijken van twee vrouwen ontdekt, ze zijn geëxecuteerd. Tijdens de post mortems concluderen Nikki en Harry dat de vrouwen vermomd waren. Het blijkt om undercover agenten te gaan.
9/2. Choices:
Het team wordt opgeroepen voor een schietpartij voor een nachtclub, daarbij zijn meerdere doden en gewonden gevallen. Er is vanuit een passerende auto geschoten, maar ook vanaf de andere kant met een ander wapen. De auto wordt teruggevonden, met allerlei drugsparafernalia én een lijk. Intussen dreigt nog een schietpartij in de drugsoorlog. Het team moet haast maken de gebruikte wapens achterhalen.
9/3. The Meaning Of Death:
Hoewel ze dag in dag uit met de dood bezig is, heeft Nikki het erg moeilijk met het overlijden van haar grootmoeder. Samen met Harry en Leo bezint ze zich over de betekenis van leven en dood. Harry onderzoekt de dood van Dawn Pivcevic die verdronken is in een ondiep kinderbadje. Haar echtgenoot was slechts korte tijd binnen geweest toen hij haar vond. Dawns dure halsketting is verdwenen. Deze duikt later op tussen het speelgoed van Dawns nichtje. De rechercheur is nu overtuigd dat haar echtgenoot de dader is. Maar Harry komt tot een verrassende ontdekking. Er zijn overeenkomsten met een andere moord.
9/4. Mind and Body:
Nikki onderzoekt de zelfmoord van Kevin Perry. Het lijkt routine, maar al snel lijkt het er op dat er een moordenaar rondwaart. De paranoïde schizofreen David Nicholson lijkt de schuldige, maar volgens zijn arts is hij succesvol behandeld in het January House Care Centre. Nikki komt erachter dat ook Perry daar verbleef. Ook blijkt dat zowel Nicholson als Perry niet de medicijnen slikten die ze dachten te slikken.

## Seizoen 10: 2006
| Nr. | Titel aflevering | Uitzenddatum UK       | Samenvatting |
| --- | ---------------- | --------------------- | --- |
| 1   | Cargo            | 6 & 17 juli 2006      | Als vier lijken worden teruggevonden in de Theems, nadat een boot volgestouwd met illegale immigranten is gekapseisd, realiseert men zich dat het om mensenhandelaren gaat. Harry, Nikki en Leo trachten uit te vissen of er nog overlevenden zijn, of integendeel nog meer slachtoffers zijn. De politie vindt de lichaamsdelen van een aantal van de opvarenden. Het wordt ingewikkeld, als er een mogelijke criminele Albanees en een meedogenloze Chinese bende bij betrokken lijken te zijn. Extra ingewikkeld wordt het als blijkt dat een van de slachtoffers een dodelijk virus met zich meedroeg. Voor Nikki wordt het nog dramatischer als ze er lucht van krijgt, dat er ook een zesjarig Chinees meisje op de boot zat. Zij is niet gevonden en zou dus theoretisch nog kunnen leven.                          |
| 2   | Terminus         | 23 & 24 juli 2006     | De pathologen zijn bezig met hun dagelijkse werkzaamheden. Harry onderzoekt de dood van een jonge man die door een auto is aangereden. Leo onderzoekt de dood van een vrouw die in haar huis gevonden is; het lijkt erop dat het een tragisch ongeval is en ze zelf haar huis in brand gestoken heeft. Nikki onderzoekt het lichaam van een jonge vrouw die tijdens haar vrijgezellenfeestje is ingestort en overleden. |
| 3   | Body of Work     | 30 & 31 juli 2006     | Harry en Nikki zijn een weekend naar een lezing en komen nader tot elkaar. De opbloeiende romance wordt wreed verstoord als een jeugdliefde van Harry, Penny Harris, het lab wordt binnengebracht. Het lijkt erop dat zij zelfmoord heeft gepleegd door met haar auto tegen een boom te rijden. Harry is erg van slag, dus neemt Nikki het onderzoek over. De inhoud van haar maag stelt vraagtekens bij het 'drunk driver' scenario. Nikki moet dus zeer persoonlijke vragen stellen aan Harry. Leo onderzoekt de zelfmoord van de kunstenaar Jimmy Triangle. Zijn lichaam is in zijn atelier als een bizar kunstwerk uitgestald. Een anonieme video brengt kunstcriticus Seth Jewell in beeld, maar Leo is niet overtuigd en begint zich stilaan te realiseren dat deze moord een kunstwerk op zichzelf is.              |
| 4   | Supernova        | 6 & 7 augustus 2006   | Herinneringen aan de dood van zijn dochter komen weer aan de oppervlakte als Leo wordt opgeroepen om de ogenschijnlijke zelfdoding van de 14-jarige Alison Garland te onderzoeken. Met de hulp van kinderpsychologe Caroline, realiseert Leo zich dat Alison eigenlijk werd vermoord. Maar ze zijn verrast als blijkt dat de moord verband houdt met de zaak die Harry onderzoekt, waarin autoverkoper Chris Duncan dood gestoken werd met – naar blijkt – hetzelfde mes. Als Leo dieper gaat graven, begint hij te vermoeden dat de schoolrebel Fish erin betrokken is, maar is er ook geen andere link? Ondertussen onderzoekt Nikki de dood van Kay, een oudere dame die door een inbreker zou zijn vermoord. Terwijl Kays zoon Robert gerechtigheid vraagt, kan Nikki bewijzen dat de waarheid meer dan verrassend is. |
| 5   | Schism           | 13 & 14 augustus 2006 | Harry en Nikki worden naar een Londens hondenasiel geroepen alwaar het naakte meisje Lisa Finch gevonden wordt, dat gemarteld werd tot ze eraan stierf. Als het duidelijk is dat een tweede meisje ergens anders wordt vastgehouden, worden de pathologen meegesleurd in een wereld vol geweld, spionnen, extremisme en cover-ups. |

## Seizoen 11: 2007
| Nr. | Serie | Titel van aflevering | Uitzenddatum BBC       | Uitzenddatum KRO  | Samenvatting |
| --- | ----- | -------------------- | ---------------------- | ----------------- | --- |
| 1   | 79-80 | Apocalypse           | 27 & 28 augustus 2007  | 13 september 2008 | Als een RAF-helikopter neerstort op een asielzoekerscentrum, valt er onder de bewoners een slachtoffer te betreuren. Terwijl Harry geobsedeerd is om de onschuld van de piloot aan te tonen, ontdekt Nikki al snel dat de verhalen niet kloppen bij sommige asielzoekers. |
| 2   | 81-82 | Suffer The Children  | 3 & 4 september 2007   | 20 september 2008 | Als het toegetakelde lijk van een zwarte jongen uit de rivier Lea wordt gevist, raakt Leo geobsedeerd om de identiteit van hem te ontdekken. Wat is het verhaal achter zijn wrede dood? Later wordt een tweede lichaam uit de rivier gevist. Leo’s onderzoek leidt hem naar een Westafrikaanse kerk vlakbij. Men houdt zich daar bezig met exorcisme. |
| 3   | 83-84 | Hippocratic Oath     | 10 & 11 september 2007 | 27 september 2008 | Als bij een ongeluk waarbij een lijkwagen is betrokken twee doden gevonden worden in de lijkkist, moet Harry de identiteit van deze vermoorde man zien te achterhalen. Zijn research leidt naar het ziekenhuis waar Nikki onderzoek doet naar Alice Huston. Zij is een kinderchirurg met een uitzonderlijk hoge sterftescore onder haar patiënten. De onbekende dode blijkt de vriend te zijn van een van Hustons verpleegsters. |
| 4   | 85-86 | Double Dare          | 17 & 18 september 2007 | 4 oktober 2008    | Vier jaar eerder heeft Anna Holland samen met haar vriend Michael Drage een jonge moeder in het bijzijn van haar kinderen doodgestoken. Nikki toonde aan dat Anna geen bijdrage had geleverd in de steekpartij, dus zij krijgt een kortere gevangenisstraf. Nu ze na vier jaar vrijkomt, wordt ze vermoord zodra ze op vrije voeten is gesteld. |
| 5   | 87-88 | Peripheral Vision    | 24 & 25 september 2007 | 11 oktober 2008   | Als delen van een skelet worden gevonden is het al snel duidelijk dat het om Clara gaat, een 16-jarig meisje dat twee jaar eerder spoorloos is verdwenen. Nikki staat onder druk om haar identiteit te bevestigen, terwijl inspecteur Mays ervan overtuigd is dat hij de moordenaar, George Woods, terecht achter slot en grendel heeft gestopt. Als Nikki vervolgens ontdekt dat de beenderen deels van een ander meisje zijn, ene Floria, gaat ze twijfelen aan de schuld van Woods. Zijn onschuld wordt aangetoond, maar vlak na zijn invrijheidsstelling wordt hij dood gevonden. Zelfmoord lijkt de oorzaak. |

## Seizoen 12: 2008
| Nr. | Serie  | Titel van aflevering | Uitzenddatum BBC     | Uitzenddatum KRO  | Samenvatting |
| --- | ------ | -------------------- | -------------------- | ----------------- | --- |
| 1   | 89-90  | Safe                 | 1 & 2 oktober 2008   | 15 september 2010 | Leo wordt met te veel drank op aangehouden na een lunch en krijgt daarvoor een taakstraf van 40 uur in een niet zo prettig deel van Zuid Londen. Nikki wordt erbij geroepen als een tienermeisje op een pretpark uit een van de toestellen is gevallen. Ze ontdekt dat het meisje al een steekwond had voor ze in het toestel was gestapt. |
| 2   | 91-92  | Death's Door         | 8 & 9 oktober 2008   | 25 juni 2010      | Harry begeleidt de jonge medische studente Holly Farr, die nieuwsgierig en leergierig is. Hij is gecharmeerd door haar en betrekt haar bij het onderzoek als er een jonge vrouw vermoord gevonden wordt in de berm langs een snelweg. Het is niet mogelijk haar te identificeren omdat haar gezicht door de moordenaar totaal verwijderd is. Nikki probeert het gezicht te reconstrueren. Holly ziet dan onmiddellijk dat het slachtoffer de succesvolle presentatrice en journaliste Fran Price moet zijn. Price heeft een eigen misdaadshow op tv. De politie verdenkt de Russische crimineel Leonid Polyak van de moord. Hij is in het verleden mede door haar programma gearresteerd en veroordeeld. |
| 3   | 93-94  | Terror               | 15 & 16 oktober 2008 | 22 september 2010 | Het team wordt erbij gehaald om de gewapende overval op een van terrorisme verdachte cel te onderzoeken. Twee terroristen en een politieagent zijn gedood. Nikki ontdekt dat het waarschijnlijk een verprutste politie-inval is geweest. Ze bezoekt de enige getuige van de inval, het tienerzusje van een der verdachten, die ervan overtuigd is dat haar broer onschuldig is. |
| 4   | 95-96  | Judgement            | 22 & 23 oktober 2008 | 29 september 2010 | Als het in verre staat van ontbinding verkerende lichaam van een joodse man op braakliggend terrein wordt gevonden, wijst alles op antisemitische motieven. Maar Harry, die de zaak onderzoekt, gaat hier steeds meer aan twijfelen. Leo onderzoekt de dood van een Australische rugzaktoeriste bij een houseparty, waarbij drugs de doodsoorzaak lijkt te zijn. |
| 5   | 97-98  | The Lost Child       | 29 & 30 oktober 2008 | 6 oktober 2010    | In het riool vlak bij zijn school wordt het halfnaakte, levenloze lichaam van een twaalfjarige jongen gevonden. Er is duidelijk sprake van seksueel misbruik. Als dan ook nog blijkt dat de jongen met wie het slachtoffer het laatst gezien was is verdwenen, is men bang dat hij ontvoerd is. Zou er sprake kunnen zijn van een actief pedofielennetwerk? |
| 6   | 99-100 | Finding Rachel       | 5 & 6 november 2008  | 13 oktober 2010   | Het team vliegt naar Zambia om de dood van Rachel, een jonge vrouwelijke arts, te onderzoeken. Aangezien ze de lokale overheid van corruptie had beschuldigd, heeft haar vader de zaak bewust niet bij de plaatselijke politie neergelegd. De politie zegt dat ze door wilde dieren is gedood, maar Leo en Nikki ontdekken al snel dat er meerdere steekwonden zijn. Ze beseffen ook dat het nooit het lichaam van Rachel kan zijn geweest dat ze hebben onderzocht. |

## Seizoen 13: 2010
| Nr. | Serie   | Titel van aflevering | Uitzenddatum BBC     | Uitzenddatum KRO | Samenvatting |
| --- | ------- | -------------------- | -------------------- | ---------------- | --- |
| 1   | 101-102 | Intent               | 7 & 8 januari 2010   | 6 januari 2012   | Leo wordt verdacht van fraude: een inspectrice van een verzekeringsmaatschappij beschuldigt hem ervan dat hij heeft geknoeid met het lijkschouwingsrapport van haar overleden collega. Intussen valt Harry voor de charmes van een aantrekkelijke ex-collega.                    |
| 2   | 103-104 | Voids                | 14 & 15 januari 2010 | 11 januari 2012  | Harry en Nikki proberen professioneel te blijven als ze in een geruchtmakende zaak lijnrecht tegenover elkaar komen te staan. Maar juist omdat ze allebei zo goed zijn in hun vak, zijn ze in staat het bewijsmateriaal te interpreteren op de manier die hun het beste uitkomt. |
| 3   | 105-106 | Run                  | 21 & 22 januari 2010 | 13 januari 2012  | Leo denkt dat de politie een zaak in de doofpot wil stoppen. Het gaat om een losgeslagen undercoveragent die in verband wordt gebracht met de dood van een jonge vrouw. De vriendin van de agent vraagt Leo om hulp. Maar voordat hij iets kan doen, is ze verdwenen.            |
| 4   | 107-108 | Shadows              | 28 & 29 januari 2010 | 20 januari 2012  | Een verwarde jongeman met een vuurwapen richt een bloedbad aan op de universiteitscampus waar ook Lyell Centre is gevestigd. Nikki en Harry bevinden zich in het gebouw en kunnen geen kant op. Ze doen wat ze kunnen om de gewonden te helpen.                                  |
| 5   | 109-110 | Home                 | 4 & 5 februari 2010  | 25 januari 2012  | Als Nikki terugkeert naar Kaapstad, haar geboorteplaats, wordt ze door een detectivebureau ingehuurd om te helpen bij het oplossen van een vijfvoudige moord uit de jaren 80. Leo en Harry, ook in Kaapstad, raken betrokken bij het onderzoek naar de dood van een meisje.      |

## Seizoen 14: 2011
| Nr. | Serie   | Titel van aflevering | Uitzenddatum BBC             | Uitzenddatum KRO | Samenvatting |
| --- | ------- | -------------------- | ---------------------------- | ---------------- | --- |
| 1   | 111-112 | A Guilty Mind        | 3 & 4 januari 2011           | 24 april 2013    | De anatoom-pathologen Leo en Harry onderzoeken of het overlijden van drie personen in één nacht in een ziekenhuis verdacht is of toeval. Nikki onderzoekt de dood van een achtjarig meisje en raakt emotioneel zeer betrokken bij deze zaak. |
| 2   | 113-114 | Lost                 | 10 & 11 januari 2011         | 1 mei 2013       | Leo keert terug naar Sheffield, waar hij woonde met zijn vrouw en dochter, en dit roept weer allerlei herinneringen op. Het lichaam dat daar is opgegraven is de reden dat Leo naar Sheffield is geroepen. De dode blijkt niet 25 eeuwen oud te zijn, zoals gedacht, maar 25 jaar. Er volgt nog een moord. Lijkt het erop dat iemand de moorden op jonge meisjes van 25 jaar geleden nabootst, of is er een onschuldige moordenaar veroordeeld en neemt hij slechts de schuld op zich? |
| 3   | 115-116 | First Casualty       | 17 & 18 januari 2011         | 8 mei 2013       | Het lijk van een jonge vrouw is uit de rivier gehaald en Nikki wordt opgeroepen om de autopsie te verrichten. Het lijkt erop dat het slachtoffer al dood was voordat ze in het water terechtkwam. Tijdens het onderzoek ontdekt Nikki dat de vrouw een kindje kreeg. Ze wil snel de identiteit van het slachtoffer achterhalen omdat ze vreest dat de baby ergens achtergelaten werd. |
| 4   | 117-118 | Bloodlines           | 24 & 25 januari 2011         | 15 mei 2013      | Harry wordt door zijn Hongaarse vriendin Anna gevraagd om naar Boedapest te komen. Sinds enkele maanden heeft hij een relatie met Anna die mensenrechtenactiviste is en de dood van een jonge prostituee wil onderzoeken. Harry komt hierdoor in grote moeilijkheden en wordt zelfs verdacht van moord. |
| 5   | 119-120 | The Prodigal         | 31 januari & 1 februari 2011 | 22 mei 2013      | In de Nederlandse ambassade in Londen vindt een schietpartij plaats waarbij enkele familieleden van ambassadeur Pieter van Buren (gespeeld door Derek de Lint) zijn neergeschoten en zijn kleinzoon Jack is ontvoerd. In eerste instantie arriveren Nikki en Harry bij de ambassade, maar algauw worden zij van de zaak gehaald wanneer de Nederlanders liever met een eigen patholoog werken. Als kort daarna een jonge vrouw zelfmoord pleegt en blijkt dat zij kindermeisje is geweest bij de familie Van Buren, proberen Leo, Harry en Nikki toch de waarheid achter de schietpartij op de ambassade te ontrafelen. |

## Seizoen 15: 2012
| Nr. | Serie   | Titel van aflevering    | Uitzenddatum BBC      | Uitzenddatum KRO | Samenvatting |
| --- | ------- | ----------------------- | --------------------- | ---------------- | --- |
| 1   | 121-122 | Death Has No Dominion   | 1 & 2 april 2012      | 7 mei 2014       | Het forensisch team wordt opgeroepen voor een driedubbele moord op een boerderij. De pathologen vinden DNA dat overeenkomt met dat van een mysterieuze seriemoordenaar. Toch heeft Nikki een andere kijk op deze zaak. Leo heeft het moeilijk met de zelfmoord van een vriendin. |
| 2   | 123-124 | Domestic                | 8 & 9 april 2012      | 4 juni 2014      | Harry wordt opgeroepen naar een buitenwijk waar zich een familiedrama heeft afgespeeld. Hij is van slag als hij doorheeft dat hij hier twee jaar geleden met collega Nikki is geweest ter gelegenheid van een doopfeest en hij deze familie dus kent. |
| 3   | 125-126 | Paradise Lost           | 15 & 16 april 2012    | 28 mei 2014      | Seriemoordenaar Arnold Mears heeft een zwak voor gedichten maar geen spijt van de moord op 3 tieners. Arnold stuurt Annie, een wanhopige moeder van de vermiste tiener Tina, aanwijzingen waar de lichamen verborgen zijn. Annie hoopt erachter te komen wat er met Tina is gebeurd. Annie's zoon Andy maakt zich ernstige zorgen om zijn moeder en de manier waarop Arnold haar manipuleert, hij vraagt Nikki om hulp. Leo begeeft zich op glad ijs als hij een second opinion verricht over een zaak van Dr. Helen Karamides, de voormalige mentor van Nikki.                                                      |
| 4   | 127-128 | Redhill                 | 22 & 23 april 2012    | 8 juni 2014      | Het forensisch team onder leiding van Leo onderzoekt een moord in de Redhill gevangenis. Leo probeert de moord op Rachel Kruger te ontrafelen. Volgens hem heeft haar overlijden alles te maken met iets dat zij ontdekt heeft in haar functie als gevangenisinspecteur en is er een link tussen beide moorden. Leo begeeft zich daarmee op zeer gevaarlijk terrein. |
| 5   | 129-130 | Fear                    | 29 & 30 april 2012    | 11 juni 2014     | Leo bezoekt zijn studievriend Sean Delaney in diens psychiatrische kliniek in Essex. Een van zijn patiënten werd dood aangetroffen in haar bed. Officieel gaat het om een natuurlijke dood, maar Delaney denkt daar anders over. Het team zoekt uit onder welke omstandigheden Eve is overleden. Leo gaat met haar moeder praten en ontdekt wat er gebeurde op de avond voor haar dood. Harry en Nikki gaan achter de non aan die het exorcisme-ritueel uitvoerde. Ondertussen richt psychiater Sean zich op John, de broer van het dode meisje. Volgens de man zou John net als zijn zus door demonen zijn bezeten. |
| 6   | 131-132 | And Then I Fell In Love | 19 & 20 augustus 2012 | 14 mei 2014      | Nikki is getuige van een ongeval als een jong meisje door een auto omver wordt gereden. Het meisje blijkt misbruikt te zijn door een loverboy. Nikki doet er alles aan haar te helpen. Ondertussen heeft Harry last van verbouwingsperikelen wat hem bijna het leven kost. |

## Seizoen 16: 2013
| Nr. | Serie   | Titel van aflevering | Uitzenddatum BBC             | Uitzenddatum KRO | Samenvatting |
| --- | ------- | -------------------- | ---------------------------- | ---------------- | --- |
| 1   | 133-134 | Change               | 10 & 11 januari 2013         | 1 juli 2015      | De mysterieuze dood van een rijke eigenaar van een banketbakkersbedrijf stort Nikki, Leo en nieuwe rekruut Jack Hodgson in een duistere wereld van zakelijke uitvluchten. Wanneer twee vrouwen die dicht bij een dode zakenman staan worden vermoord, openen Nikki, Jack en Leo de kast vol skeletten van zijn familie.                                                                      |
| 2   | 135-136 | Trust                | 17 & 18 januari 2013         | 8 juli 2015      | De moorden op twee vrouwen in een kelder van een huis dwingen Jack om een oude liefde af te sluiten, terwijl Leo worstelt met het geven van een tweede autopsie op een baby. Terwijl de zaak van de vrouwen in de kelder twee medewerkende moordenaars aan het licht brengt, realiseren Nikki, Jack en DI Reed zich dat een slachtoffer werd gedood door een gecontroleerd kalmerend middel. |
| 3   | 137-138 | True Love Waits      | 24 & 25 januari 2013         | 15 juli 2015     | Wanneer een caféhospita wordt doodgestoken en haar pink wordt afgesneden, is Nikki geïsoleerd in haar zoektocht om de onschuld van de echtgenoot te bewijzen. Wanneer hij wordt gearresteerd en ondervraagd door inspecteur Kate Warren, protesteert Alan Lane heftig tegen zijn onschuld en houdt hij vol dat hij zijn vrouw niet heeft vermoord.                                           |
| 4   | 139-140 | Legacy               | 31 januari & 1 februari 2013 | 22 juli 2015     | Nikki wordt verleid door een minister van Wetenschap terwijl zij en Jack een moord onderzoeken op een ecologisch bouwproject, terwijl Leo vast komt te zitten in een bezetting van een ziekenhuis. |
| 5   | 141-142 | Greater Love         | 7 & 8 februari 2013          | 29 juli 2015     | Menselijke resten gevonden op een Afghaans watervoorzieningsproject sturen Leo, Nikki en Jack naar het door oorlog verscheurde gebied om vast te stellen of het een vermiste Britse soldaat is. Leo ontwikkelt een levensveranderende relatie met een liefdadigheidswerker terwijl Nikki en Jack een forensische doorbraak maken in hun zaak in Afghanistan.                                 |

## Seizoen 17: 2014
| Nr. | Serie   | Titel van aflevering | Uitzenddatum BBC     | Uitzenddatum KRO | Samenvatting |
| --- | ------- | -------------------- | -------------------- | ---------------- | --- |
| 1   | 143-144 | Commodity            | 2 & 3 januari 2014   |                  | Een sekstape plaatst een topvoetballer in de lijst voor moord, terwijl de nieuwe Lyell Center-baas Thomas worstelt om indruk te maken op Nikki, Jack en Clarissa. |
| 2   | 145-146 | Coup de Grace        | 9 & 10 januari 2014  | 4 september 2016 | In de getuigenbank komt Nikki met onomstotelijk bewijs in het hoger beroep van David Bennetto, een veroordeelde moordenaar die zes jaar in de gevangenis heeft gezeten. In de getuigenbank komt Nikki met onomstotelijk bewijs in het hoger beroep van David Bennetto, een veroordeelde moordenaar die zes jaar in de gevangenis heeft gezeten in verband met de moord op twee homoseksuele tieners. |
| 3   | 147-148 | In a Lonely Place    | 16 & 17 januari 2014 |                  | Nikki en Jack gaan naar Schotland om een serieuze landelijke detective te helpen bij het onderzoeken van de moord op een lapdanseres die in een afgelegen bos is gevonden. |
| 4   | 149-150 | Undertone            | 23 & 24 januari 2014 |                  | De moord op een zwangere jonge vrouw die in een koffer wordt gevonden, zorgt ervoor dat Nikki, Jack en Thomas een race tegen de klok moeten voeren om haar moordenaar te pakken te krijgen. |
| 5   | 151-152 | Fraternity           | 30 & 31 januari 2014 |                  | De moord op een 15-jarig schoolmeisje dwingt Jack zijn moeilijke verleden onder ogen te zien en vervreemdt hem van Nikki en het team. |

## Seizoen 18: 2015
| Nr. | Serie   | Titel van aflevering | Uitzenddatum BBC     | Uitzenddatum KRO | Samenvatting |
| --- | ------- | -------------------- | -------------------- | ---------------- | --- |
| 1   | 153-154 | Sniper's Nest        | 6 & 7 januari 2015   | 26 juli 2017     | Bij een benzinestation worden drie mensen doodgeschoten. Nikki en Jack onderzoeken de zaak en stellen vast dat er een verborgen scherpschutter aan het werk is geweest. Het griezelige is dat de dader zijn slachtoffers volkomen willekeurig lijkt te kiezen. |
| 2   | 155-156 | Falling Angels       | 12 & 13 januari 2015 | 2 augustus 2017  | Een man wordt overreden door een metrotrein. Kort daarna wordt een vrouwelijke dominee vermoord nadat ze werd achtervolgd, ook in de metro. |
| 3   | 157-158 | Protection           | 19 & 20 januari 2015 | 9 augustus 2017  | Nadat een jong meisje spoorloos is verdwenen, wordt een vermoedelijke pedofiel vermoord aangetroffen op een kinderspeelplaats. Het team slaagt erin de beide zaken met elkaar in verband te brengen.                                                           |
| 4   | 159-160 | Squaring the Circle  | 26 & 27 januari 2015 | 23 augustus 2017 | Bij een schietpartij in een hotel vallen twee doden: een jonge Oekraïense nanny en een onbekende huurmoordenaar. De rijke Rus die waarschijnlijk het doelwit was, brengt het er levend vanaf.                                                                  |
| 5   | 161-162 | One of Our Own       | 2 & 3 februari 2015  | 31 augustus 2017 | Een politieman wordt dood gevonden in een uitgebrande auto. Zijn collega's gaan op jacht naar de moordenaar. De eerste verdachte, een plaatselijke drugsdealer, lijkt een waterdicht alibi te hebben.                                                          |

## Seizoen 19: 2016
| Nr. | Serie   | Titel van aflevering | Uitzenddatum BBC     | Uitzenddatum KRO | Samenvatting |
| --- | ------- | -------------------- | -------------------- | ---------------- | --- |
| 1   | 163-164 | After the Fall       | 4 & 5 januari 2016   | 11 juni 2018     | De moord op een dj doet Nikki sterk denken aan een eerdere zaak. Het ziet ernaar uit dat er een copycat actief is. Na verloop van tijd begint Nikki te vrezen dat de moorden iets met haar persoonlijk te maken hebben. Maar wie zal haar geloven, en wie kan ze vertrouwen? |
| 2   | 165-166 | Flight               | 11 & 12 januari 2016 | 11 juni 2018     | Na de moord op een bekende antifundamentalistische moslim is de vraag wie het gemunt had op deze vreedzame man. De verdenking valt op een taxichauffeur. Hij is lid van een extreemrechtse organisatie en zijn zoon is om het leven gebracht door de Taliban.                |
| 3   | 167-168 | Life Licence         | 18 & 19 januari 2016 | 11 juni 2018     | Een voormalig gevangene wordt op brute wijze vermoord en het lijkt erop dat een onlangs vrijgekomen kindermoordenaar de dader is. In de loop van het onderzoek komen er nog meer voorwaardelijk vrijgelaten gevangenen in beeld.                                             |
| 4   | 169-170 | In Plain Sight       | 25 & 26 januari 2016 | 11 juni 2018     | Bij een gewapende politieactie wordt per ongeluk een Poolse tiener doodgeschoten. Niet lang daarna wordt vlak bij de plek van het incident het verminkte lijk van een Turkse man gevonden. Nikki en haar team worden ingeschakeld om te helpen bij het onderzoek.            |
| 5   | 171-172 | River's Edge         | 1 & 2 februari 2016  | 11 juni 2018     | Tijdens een picknick wordt een heel gezin in koelen bloede vermoord door een onbekende schutter. Het onderzoek wijst in de richting van de man met wie de moeder van het gezin officieel nog steeds getrouwd was. Maar zit de zaak echt zo eenvoudig in elkaar?              |

## Seizoen 20: 2017
| Nr. | Serie   | Titel van aflevering | Uitzenddatum BBC     | Uitzenddatum KRO | Samenvatting |
| --- | ------- | -------------------- | -------------------- | ---------------- | --- |
| 1   | 173-174 | Identity             | 2 & 3 januari 2017   | 10 oktober 2020  | Als het lijk van een mensensmokkelaar wordt gevonden, duikt Nikki in de schimmige wereld van de illegale immigranten in Londen. Ze trekt zich het lot van een Syrische tiener aan, maar komt daarbij voor een moreel dilemma te staan.                                                    |
| 2   | 175-176 | Discovery            | 9 & 10 januari 2017  | 17 oktober 2020  | Als een fotogenieke, jonge schoolmeester vermist raakt, worden Nikki en Jack erbij gehaald. Al snel bevinden ze zich in het centrum van een mediastorm. |
| 3   | 177-178 | Remembrance          | 16 & 17 januari 2017 | 24 oktober 2020  | In de Thames wordt het lijk van een vrouw aangetroffen. Deze vondst zet Nikki en Jack op het spoor van een drie jaar oude zaak: de verdwijning van een tienermeisje. Als de moeder van dit meisje de verdachte aanvalt, komt Nikki onder vuur te liggen wegens het lekken van informatie. |
| 4   | 179-180 | Covenant             | 23 & 24 januari 2017 | 31 oktober 2020  | In East End vinden een vader en zoon de dood in een vreselijk verkeersongeluk. Nikki en Jack moeten samenwerken met een politieagent met wraakgevoelens. |
| 5   | 181-182 | Awakening            | 30 & 31 januari 2017 | 7 november 2020  | Na de dood van haar vriendin reist Nikki naar Mexico, waar ze een gevaarlijke ontdekking doet. Jack moet Nikki ophalen, maar raakt al snel diepgaand bij de situatie betrokken. |

## Seizoen 21: 2018
| Nr. | Serie   | Titel van aflevering   | Uitzenddatum BBC     | Uitzenddatum KRO | Samenvatting |
| --- | ------- | ---------------------- | -------------------- | ---------------- | --- |
| 1   | 183-184 | Moment of Surrender    | 8 & 9 januari 2018   | 12 juni 2020     | Terwijl het team onderzoek doet naar de dood van een geheimzinnige man die in een afgelegen reservoir wordt gevonden, moeten Nikki en Jack zien om te gaan met de nasleep van hun Mexico-beproeving.                           |
| 2   | 185-186 | Duty of Candour        | 15 & 16 januari 2018 | 12 juni 2020     | Een ziekenhuisdatabase wordt gehackt en de daaropvolgende chantage van patiënten, in ruil voor het stilzwijgen van hun geheimen, zorgt voor een reeks tragische gebeurtenissen.                                                |
| 3   | 187-188 | A Special Relationship | 22 & 23 januari 2018 | 12 juni 2020     | Een Amerikaanse diplomaat wordt doodgeschoten in een wijk in het centrum van Londen. Dit dwingt het team samen te werken met de ambassade en de FBI en jurisdictionele obstakels te overwinnen.                                |
| 4   | 189-190 | One Day                | 29 & 30 januari 2018 | 13 juni 2020     | Het psychopathisch gedrag van een inwoonster van een verzorgingshuis zou de oorzaak zijn van een verkeersongeluk, maar klopt dit wel? In hun achtervolging van een misdadiger ontdoet het team de zorg van zijn schone schijn. |
| 5   | 191-192 | Family                 | 5 & 6 februari 2018  | 13 juni 2020     | Het is kerstochtend en Nikki wacht op een telefoontje van Matt, die terug is in Amerika. In plaats daarvan krijgt ze een telefonische melding waarin het team wordt opgeroepe                                                  |

## Seizoen 22: 2019
| Nr. | Serie   | Titel van aflevering     | Uitzenddatum BBC     | Uitzenddatum KRO-NCRV | Samenvatting |
| --- | ------- | ------------------------ | -------------------- | --------------------- | --- |
| 1   | 193-194 | Two Spirits              | 7 & 8 januari 2019   | 10 april 2021         | Er wordt een man met doorgesneden keel aangetroffen in een openbaar toilet. Bij nader onderzoek blijkt deze Rico Abbey transgender te zijn. Er is ook een noodoproep binnengekomen bij een hulplijn voor transgenders, dus het lijkt erop dat het motief in die hoek gezocht moet worden. Als er iemand verdwijnt en nog iemand met een mes wordt aangevallen, is wel duidelijk dat de dader snel moet worden gevonden.                 |
| 2   | 195-196 | Lift Up Your Hearts      | 14 & 15 januari 2019 | 17 april 2021         | Als een jongen van vijftien omkomt bij een explosie in een methlab, is zijn schooldirecteur vastbesloten iets te doen aan het drugsprobleem in zijn wijk. Hij doet zijn uiterste best om zijn veelal zwarte leerlingen ambitie en trots bij te brengen, maar dan treft het noodlot ook zijn eigen familie. Jack, Nikki en hun team doen hun best om de zaak op te lossen.                                                               |
| 3   | 197-198 | To Brighton, to Brighton | 21 & 22 januari 2019 | 24 april 2021         | Tijdens een hittegolf wordt er in de kuststad Brighton een arm gevonden op een vuilnisbelt. Het team gaat op zoek naar de rest van het lijk, en naar een mogelijke dader. De bijzondere Japanse tatoeages op de arm zouden een aanwijzing kunnen zijn. Als er meer lichaamsdelen worden gevonden, maakt dat de zaak er echter alleen nog maar ingewikkelder op.                                                                         |
| 4   | 199-200 | Deathmaker               | 28 & 29 januari 2019 | 1 mei 2021            | Een schokkende moord op een basisschooljuf doet Jack terugdenken aan zijn eigen verleden. De man van het slachtoffer lijkt er meer van te weten, en als hij plotseling verdwijnt, staat het team voor een raadsel. De sporen wijzen al snel op een connectie met Ierland en de IRA. Orla, een oude vriendin van Jack, heeft onderzoek gedaan naar een geheim genootschap.                                                               |
| 5   | 201-202 | Betrayal                 | 4 & 5 februari 2019  | 8 mei 2021            | Nikki wordt ervan beschuldigd een cruciale fout te hebben gemaakt in de zaak van een overleden politieman, maar ze weigert dat te accepteren. Thomas besluit die sectie over te doen, om uitsluitsel te krijgen. Intussen onderzoekt het team de zaak van een jonge Indiase wetenschapper, die dood wordt aangetroffen in een kanaal. Hij werkte aan een nieuwe soort pijnstillers en heeft op meerdere plekken mysterieuze prikwonden. |

## Seizoen 23: 2020
| Nr. | Serie   | Titel van aflevering | Uitzenddatum BBC     | Uitzenddatum KRO-NCRV | Samenvatting |
| --- | ------- | -------------------- | -------------------- | --------------------- | --- |
| 1   | 203-204 | Deadhead             | 7 & 8 januari 2020   | 14 & 15 juni 2021     | Een privéjet stort neer in een bos even buiten Londen. Aan boord zijn de oud-ambassadeur voor Amerika, de baas van een ngo, haar zoontje van elf en twee piloten. Nikki's vriend Matt was bevriend met de ambassadeur, en zijn dood komt hard aan. In eerste instantie kan het team weinig verdachts vinden, maar als er ineens een verband blijkt te zijn met een zelfmoord, neemt de zaak een onverwachte wending.       |
| 2   | 205-206 | Close to Home        | 14 & 15 januari 2020 | 16 & 17 juni 2021     | Het lichaam van een jongen wordt aangetroffen in het dorpje Hartford. Jason Forbes was al langer vermist, en nu moet het team van het Lyell samen met inspecteur Claire Ashby uitzoeken wat hem precies is overkomen. Er was al een verdachte in beeld, slotenmaker Malcolm Wilde. De mensen in het dorp willen al sinds de vermissing niks meer van hem weten, maar het is nog maar de vraag of hij ook echt de dader is. |
| 3   | 207-208 | Seven Times          | 20 & 21 januari 2020 | 21 & 22 juni 2021     | Er wordt een vrouw dood aangetroffen op een spoorbaan in Londen. Als Nikki op het lichaam sporen van huiselijk geweld aantreft, brengt dat bij haar ook nare herinneringen boven. Alles wijst erop dat de man van het slachtoffer de dader is, maar er is weinig bewijsmateriaal om hem aan de moord te linken. In het blijf-van-mijn-lijfhuis, waar de vrouw af en toe kwam, zitten meer vrouwen in haar situatie.        |
| 4   | 209-210 | Hope                 | 27 & 28 januari 2020 | 23 & 24 juni 2021     | Als het stoffelijk overschot van een man wordt gevonden in een betonnen pilaar van een parkeergarage, moet het team een verdacht sterfgeval van twintig jaar geleden onderzoeken. Naarmate ze meer ontdekken over het slachtoffer en zijn achtergrond, wordt deze zaak steeds vreemder. Ondertussen staat Clarissa voor een moeilijke keuze wat betreft de zorg voor haar moeder.                                          |
| 5   | 211-212 | The Greater Good     | 2 & 3 februari 2020  | 29 juni 2021          | Thomas onderzoekt de dood van John Sealy, een jonge soldaat die is omgekomen bij een militaire oefening met gasmaskers. Zijn familie is wanhopig op zoek naar antwoorden, maar het leger is niet erg happig om openheid van zaken te geven. Als er sporen van een mysterieus zenuwgas worden aangetroffen, escaleert de zaak al snel en vallen er meer slachtoffers. Zelfs het team van het Lyell is niet veilig.          |

## Seizoen 24: 2021
| Nr. | Serie   | Titel van aflevering      | Uitzenddatum BBC       | Uitzenddatum KRO-NCRV | Samenvatting |
| --- | ------- | ------------------------- | ---------------------- | --------------------- | --- |
| 1   | 213-214 | Redemption                | 6 & 7 september 2021   |                       | Dr. Nikki Alexander en dr. Jack Hodgson onderzoeken een verdachte dood in een zwaarbewaakte gevangenis. Wanneer ze naar de koeling lopen waar het lichaam gevonden is, komt Nikki oog in oog met Scott Weston (Elliott Tittensor). |
| 2   | 215-216 | Bad Love                  | 13 & 14 september 2021 |                       | Wanneer een zweminstructeur vermoord wordt aangetroffen in haar flat, identificeert sporenmateriaal van de plaats delict twee verdachten, waaronder de ex-vriend van het slachtoffer, een voormalige politieagent. Het is de eerste zaak voor nieuwe rekruut Adam, en zijn gretigheid om indruk te maken veroorzaakt wrijving in het team. Terwijl het onderzoek een tragisch verhaal onthult over de behoefte aan liefde en familie, wordt Jack geconfronteerd met geheimen uit zijn eigen verborgen verleden. |
| 3   | 217-218 | Reputations               | 20 & 21 september 2021 |                       | Nikki, Jack en Adam onderzoeken de moord op een chirurg in een ziekenhuis. DNA-bewijs lijkt te wijzen op een patiënt die onder narcose was op het moment van de moord. |
| 4   | 219-220 | Brother's Keeper          | 27 & 28 september 2021 |                       | De moord op een veelbelovende bokser trekt Nikki en Jack in de wereld van ondergronds boksen. Ondertussen wordt Jacks broer Ryan vrijgelaten uit de gevangenis. |
| 5   | 221-222 | Matters of Life and Death | 4 & 5 oktober 2021     |                       | Nikki's studenten doen een alarmerende ontdekking tijdens het ontleden van een lichaam dat is geschonken voor hun training. Jack en Simone proberen bewoners van verzorgingstehuizen te redden van een overstroming. |

## Seizoen 25: 2022
| Nr. | Serie | Titel van aflevering | Uitzenddatum BBC | Uitzenddatum KRO-NCRV | Samenvatting |
| --- | ----- | -------------------- | ---------------- | --------------------- | ------------ |
| 1   | 223   | History, deel 1      | 23 mei 2022      |                       |              |
| 2   | 224   | History, deel 2      | 24 mei 2022      |                       |              |
| 3   | 225   | History, deel 3      | 30 mei 2022      |                       |              |
| 4   | 226   | History, deel 4      | 31 mei 2022      |                       |              |
| 5   | 227   | History, deel 5      | 6 juni 2022      |                       |              |
| 6   | 228   | History, deel 6      | 7 juni 2022      |                       |              |

## Seizoen 26: 2023
| Nr. | Serie   | Titel van aflevering | Uitzenddatum BBC     | Uitzenddatum KRO-NCRV | Samenvatting |
| --- | ------- | -------------------- | -------------------- | --------------------- | ------------ |
| 1   | 229-230 | The Penitent         | 2 & 3 januari 2023   |                       |              |
| 2   | 231-232 | Familiar Faces       | 9 & 10 januari 2023  |                       |              |
| 3   | 233-234 | Star                 | 16 & 18 januari 2023 |                       |              |
| 4   | 235-236 | Hearts of Darkness   | 23 & 24 januari 2023 |                       |              |
| 5   | 237-238 | Southbay             | 30 & 31 januari 2023 |                       |              |